# Fālākāta
Fālākāta är en ort i Indien.   Den ligger i distriktet Jalpāiguri och delstaten Västbengalen, i den östra delen av landet, 1 200 km öster om huvudstaden New Delhi. Fālākāta ligger 66 meter över havet och antalet invånare är 20 119.
Terrängen runt Fālākāta är mycket platt, och sluttar söderut. Runt Fālākāta är det tätbefolkat, med 913 invånare per kvadratkilometer. Närmaste större samhälle är Mātābhānga, 19,8 km söder om Fālākāta. Trakten runt Fālākāta består till största delen av jordbruksmark.